# Rourea pittieri
Rourea pittieri là một loài thực vật có hoa trong họ Connaraceae. Loài này được Sidney Fay Blake miêu tả khoa học đầu tiên năm 1923.

## Phân bố
Loài này có tại Panama, Colombia, Ecuador.